# De Holland (Dordrecht)
De Holland van 1859 of kortweg De Holland is een gebouw uit 1939 in Dordrecht naar een ontwerp van de Nederlandse architect Sybold van Ravesteijn. Het gebouw is sinds 2007 aangewezen als gemeentelijk monument. Boven de entree is een beeldengroep geplaatst van Willem van Kuilenburg.

## Geschiedenis
De Holland werd gebouwd in opdracht van de verzekeringsmaatschappij Holland van 1859 die later op zou gaan in Fortis. In de jaren 90 van de 20e eeuw waren onder andere Albert Heijn en Kwantum er gevestigd.

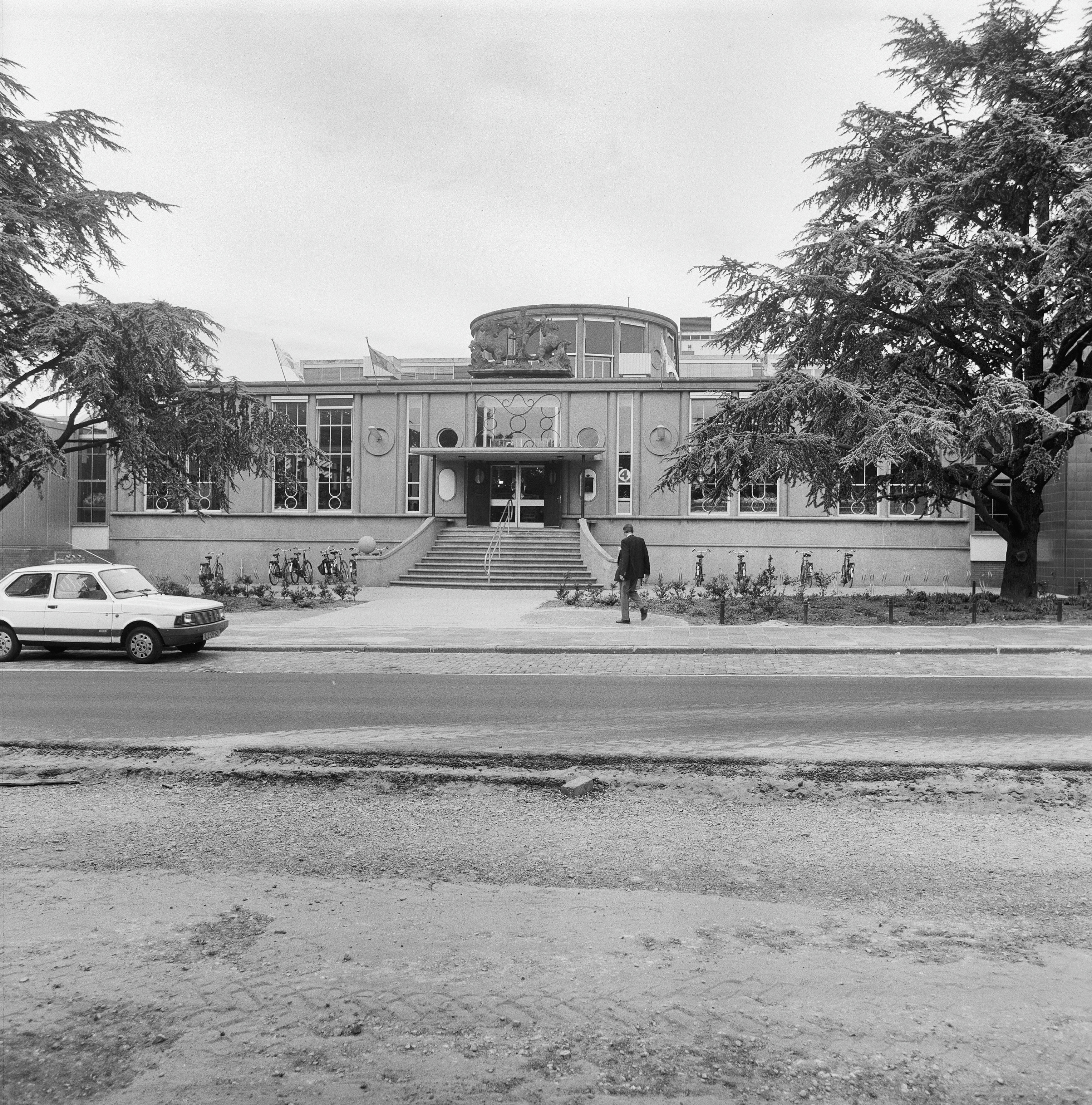
Voorgevel (juni 1989)

In 2004 werd het pand voor 2,4 miljoen euro aangekocht door de gemeente Dordrecht, die een nieuwe bestemming voor het gebouw had geprobeerd te zoeken. Toen men hier niet in slaagde werd er in 2007 een veiling gehouden. Het hoogst uitgebrachte bod van 1 miljoen euro was lager dan de vooraf door de gemeente bepaalde verkoopwaarde en de bieding werd daarop gestaakt. Bij de veiling golden de voorwaarden dat de uiteindelijke koper verplicht was de monumentale buitenkant in ere te herstellen en metalen aanbouwen te verwijderen. Vervolgens werd besloten het gebouw De Holland voor 1,5 miljoen euro aan te bieden aan de oorspronkelijke bieders en aan andere gegadigden. Uiteindelijk werd het gebouw verkocht aan vastgoedonderneming Fortress.
In 2010 verkeerde het pand in zeer slechte staat; toen het in de jaren 1980 in gebruik werd genomen als supermarkt was het monumentale interieur verwijderd en werden in 1988 beide zijgevels over de gehele lengte uitgebroken en voorzien van grote metalen aanbouwen. Ook is de unieke commissarissenkamer, een ovale dakopbouw met rondom verdiepinghoge vensters, verbouwd tot stookruimte en afgetimmerd in oranje en turkoois, de huisstijl van Kwantum. Het gebouw heeft zichtbaar te lijden gehad onder het vele vandalisme en gebrek aan onderhoud van de afgelopen jaren. Daarnaast heeft de organisatie die het pand in beheer heeft het aan alle kanten voorzien van bouwhekken en grote hoeveelheden prikkeldraad. Van tijdelijk verhuren of bewonen heeft men afgezien vanwege de hoge kosten die hieraan verbonden zouden zijn. In het voorjaar van 2010 gingen er weer stemmen op om een nieuwe bestemming te vinden voor het bouwwerk, of het te slopen. Het ernstig verpauperde gebouw was vanuit de trein te zien bij het passeren van Dordrecht en vormde in zijn toenmalige staat slechte reclame voor de stad.
Eind december 2011 werd bekend dat het Nationaal Onderwijsmuseum, dat tot 1 juli 2012 in Rotterdam was gevestigd, in De Holland zou komen. Voor de grondige renovatie en herbestemming tot museum werd het architectenbureau Bierman Henket ingeschakeld. Dit bureau specialiseert zich in renovatie en transformatie van bestaande, veelal monumentale gebouwen. Vanaf 2015 heeft het vernieuwde Nationaal Onderwijsmuseum feestelijk zijn deuren geopend in De Holland.